# Armazenamento não volátil
O armazenamento não volátil consiste no tipo de armazenamento de memória do computador em que se pode persistir dados; isto é: uma vez gravados, os dados são conservados e portanto não há perda ao se retirar a fonte de energia.
Um exemplo de armazenamento não volátil é o disco rígido, pois após gravar um dado, este não será apagado, alterado ou perdido quando se desliga o computador ou há uma queda de energia. Outros exemplos são: memória flash, SSD, memória FRAM, discos óticos e fitas magnéticas, além de meios não utilizados atualmente como cartões perfurados.